# Софія Меро
Софія Фредерика Меро (нім. Sophie Friederike Mereau; до шлюбу Шубарт (Schubart); у другому шлюбі Брентано (Brentano); 27 березня 1770, Альтенбург — 31 жовтня 1806, Гейдельберг) — німецька письменниця, поетеса, перекладачка та редакторка, представниця романтизму.

## Біографія
Софія Шубарт народилася в багатій родині, і для жінки свого походження і часу здобула дуже гарну освіту. 
Попри свої погляди на шлюб, 1793 року з причин економічного характеру вона одружилася з професором юриспруденції з Єни Карлом Меро. У шлюбі народила сина Ґустава і дочку Ґульду. Софія Меро проживали в Єні, де завдяки чоловікові познайомилася з Фрідріхом Шиллером. 
Шиллер оцінив поетичний талант Софії Меро, протегував їй, публікував її твори в журналі, давав їй рекомендації з питань естетичного смаку і вибору жанру. Лірика Меро відповідає уявленням Шиллера про природну поезію. У своїй поезії Софія Меро наслідує шиллерівські заповіді символізації. Для Софії Шиллер був значимою людиною, якій вона довіряла. Меро і Шиллер були схожі прагненням до свободи. Софія Меро опублікувала кілька оповідань, есе, вірші і два романи. Кілька творів природної і пейзажної лірики Меро були покладені на музику Цельтером, Бетовеном, Рейгардтом. Меро також видавала кілька альманахів і журнал «Калатіск». Вона працювала над перекладами і літературною обробкою текстів французькою, англійською та італійською мовами.
Успішна письменниця, Софія Меро була нещасливою в шлюбі. Вона хотіла жити відповідно до своїх романтичних ідеалів любові і свободи. Мала кілька романів, в тому числі з Фрідріхом Шлегелем і Клеменсом Брентано. Після смерті свого 6-річного сина Ґустава Софія Меро 1801 року подала на розлучення, яке вважається першим розлученням в герцогстві Саксен-Веймар, хоча згідно з архівними документами розлучення в герцогстві оформлялися і до 1800 року.
Разом з донькою, яку чоловік залишив їй, Софія почала новий етап життя. Її літературний талант давав фінансову незалежність. Завагітнівши від Клеменса Брентано, вступила з ним у шлюб 1803 року. Разом з чоловіком займалася літературою і перекладами, однак через його ревнощі життя з ним було для письменниці ув'язненням. Одній зі своїх подруг Софія писала, що спільне життя з Брентано — одночасно рай і пекло, але переважно пекло. 
1806 року Софія Меро-Брентано померла у віці 36 років після пологів. 
Незабаром після її смерті чоловік одружився з 16-річною Авґустою Бусман.